# Ganjigunte, Sidlaghatta
Ganjigunte là một làng thuộc tehsil Sidlaghatta, huyện Kolar, bang Karnataka, Ấn Độ.